# Oseșciîna, Vîșhorod
Oseșciîna (în ucraineană Осещина) este un sat în comuna Hoteanivka din raionul Vîșhorod, regiunea Kiev, Ucraina.

## Demografie
Componența lingvistică a localității Oseșciîna
     Ucraineană (97,71%)
     Rusă (1,71%)
Conform recensământului din 2001, majoritatea populației localității Oseșciîna era vorbitoare de ucraineană (97,71%), existând în minoritate și vorbitori de rusă (1,71%).